# كين بريت
كين بريت (بالإنجليزية: Ken Brett) هو لاعب كرة قاعدة أمريكي، ولد في 18 سبتمبر 1948 في بروكلين في الولايات المتحدة، وتوفي في 18 نوفمبر 2003 في سبوكين في الولايات المتحدة.

## وصلات خارجية
- كين بريت على موقع دوري كرة القاعدة الرئيسي (الإنجليزية)
- كين بريت على موقعبيزبول رفرنس.كوم (الدوري الرئيسي) (الإنجليزية)
- كين بريت على موقعبيزبول رفرنس.كوم (الدوري الثانوي) (الإنجليزية)
- كين بريت على موقع إي إس بي إن.كوم (أم.أل.بي) (الإنجليزية)
- كين بريت على موقع مشجعي الرسوم البيانية (الإنجليزية)